# Sonatine pastorale de Milhaud
Pour les articles homonymes, voir Sonatine pastorale.
La Sonatine pastorale, op. 383, est une œuvre pour violon seul de Darius Milhaud composée en 1960.

## Présentation
La Sonatine pastorale pour violon seul est composée à Paris et datée du 3 mars 1960.
D'une durée moyenne d'exécution de quatre minutes trente environ, l'œuvre est constituée de trois mouvements :
1. Entrée ;
2. Romance ;
3. Gigue.

Pour le violoniste Eiichi Chijiwa, c'est « une œuvre brillante de concision, de diversités harmoniques. Un chant du folklore provençal associé à des éléments néo-baroques précède une Romance particulièrement charmante et une pièce dansante (Gigue) explorant une large partie du registre ».
La partition est publiée par Adès (puis Billaudot). Dans le catalogue des œuvres de Darius Milhaud, la Sonatine pastorale porte le numéro d'opus 383.

## Discographie
- Roger Elmiger (violon), Gallo 585[5], 1989.
- Eiichi Chijiwa : Solo Migration, Eiichi Chijiwa (violon), Indesens INDE 026, 2010[6].
- Milhaud : Chamber Music, Mauro Tortorelli (violon), Brilliant Classics  95449, 2017.